# Androctonus australis
Androctonus australis, conocido también con el nombre vulgar de escorpión de cola gorda debido a su robusta cola, es uno de los escorpiones más peligrosos del mundo. Pertenece a la familia Buthidae y fue descrito en 1758 por Carlos Linneo. Mide unos 10 cm de longitud y es generalmente amarillo, con las pinzas más oscuras, pero es una especie en la que la coloración suele variar. Cuenta con una cola muy gruesa y poderosa, cuyos últimos segmentos son, a veces, más oscuros que el resto de la misma.

## Área de distribución
Androctonus australis habita en el norte de África (Argelia, Chad, Egipto, Libia, Mauritania, Somalia, Sudán, Túnez) y en el sur y oeste de Asia (India, Israel, Pakistán, Arabia Saudita, Yemen).

## Hábitat
Este escorpión vive en hábitats secos, en áreas desérticas. Puede ser encontrado en suelos rocosos, regiones montañosas secas, mesetas, dunas de arena, etc. No suele cavar madrigueras profundas y en vez de eso se oculta bajo las piedras o dentro de grietas. A pesar de que en la mayoría de los casos es preferible evitarlo, es fácil encontrarlo en lugares habitados (en grietas de paredes hechas de ladrillo y piedra).